# Сільвія Ганіка
Сільвія Ганіка (нар. 30 листопада 1959)  — колишня професійна німецька тенісистка. 
Найвищу одиночну позицію світового рейтингу — 5 місце досягнула 12 вересня 1983 року.
Завершила кар'єру 1990 року.

## Головні фінали

### Фінали Велткого Шлему

#### Одиночний розряд: 1 (0 титули, 1 поразка)
| Результат | Рік  | Championship | Покриття | Опонент         | Рахунок  |
| --------- | ---- | ------------ | -------- | --------------- | -------- |
| Поразка   | 1981 | French Open  | Ґрунт    | Гана Мандлікова | 2–6, 4–6 |

### Фінал туру WTA

#### Одиночний розряд: 1 (1 титул, 0 поразки)
| Результат | Рік  | Місце         | Покриття  | Опонент             | Рахунок       |
| --------- | ---- | ------------- | --------- | ------------------- | ------------- |
| Перемога  | 1982 | New York City | Килим (I) | Мартіна Навратілова | 1–6, 6–3, 6–4 |

## Фінали турнірів WTA

### Одиночний розряд: 24 (6–18)
| Перемога — Легенда                 |
| ---------------------------------- |
| Турніри Великого шолома (0–1)      |
| Турніри WTA Tour (1–0)             |
| Tier I (0–0)                       |
| Tier II (0–0)                      |
| Tier III (0–0)                     |
| Tier IV (0–0)                      |
| Tier V (0–2)                       |
| Virginia Slims, Avon, Other (6–15) |

| Титули за покриттям |
| ------------------- |
| Тверде (0–2)        |
| Трава (0–1)         |
| Ґрунт (2–7)         |
| Килим (4–8)         |

| Результат | Ранг | Дата              | Турнір                          | Покриття   | Опонент              | Рахунок           |
| --------- | ---- | ----------------- | ------------------------------- | ---------- | -------------------- | ----------------- |
| Поразка   | 1.   | 17 липня 1978     | Swedish Open                    | Ґрунт      | Еллі Аппел-Вессіс    | 2–6, 4–6          |
| Поразка   | 2.   | 24 липня 1978     | Кіцбюель                        | Ґрунт      | Вірджинія Рузіч      | 4–6, 3–6          |
| Поразка   | 3.   | 20 листопада 1978 | Christchurch                    | Трава      | Регіна Маршикова     | 2–6, 1–6          |
| Перемога  | 1.   | 22 січня 1979     | Boise                           | Килим (I)  | Шеррі Екер           | 6–3, 6–2          |
| Поразка   | 4.   | 7 травня 1979     | Мастерс Рим                     | Ґрунт      | Трейсі Остін         | 4–6, 6–1, 3–6     |
| Поразка   | 5.   | 18 липня 1979     | Кіцбюель                        | Ґрунт      | Гана Мандлікова      | 6–2, 5–7, 3–6     |
| Поразка   | 6.   | 19 січня 1981     | Cincinnati                      | Килим (I)  | Мартіна Навратілова  | 2–6, 4–6          |
| Перемога  | 2.   | 23 лютого 1981    | Seattle                         | Килим (I)  | Барбара Поттер       | 6–2, 6–4          |
| Поразка   | 7.   | 25 травня 1981    | French Open                     | Ґрунт      | Гана Мандлікова      | 2–6, 4–6          |
| Поразка   | 8.   | 13 липня 1981     | Кіцбюель                        | Ґрунт      | Клаудія Коде-Кільш   | 5–7, 6–7          |
| Перемога  | 3.   | 20 липня 1981     | Монте-Карло                     | Ґрунт      | Гана Мандлікова      | 2–6, 6–3, 5–6 ab. |
| Поразка   | 9.   | 1 березня 1982    | LA Women's Tennis Championships | Килим (I)  | Міма Яушовець        | 2–6, 6–7(4–7)     |
| Перемога  | 4.   | 24 березня 1982   | Чемпіонат WTA                   | Килим (I)  | Мартіна Навратілова  | 1–6, 6–3, 6–4     |
| Поразка   | 10.  | 3 січня 1983      | Washington                      | Килим (I)  | Мартіна Навратілова  | 1–6, 1–6          |
| Поразка   | 11.  | 10 січня 1983     | Х'юстон                         | Килим (I)  | Мартіна Навратілова  | 3–6, 6–7(5–7)     |
| Поразка   | 12.  | 21 лютого 1983    | Silicon Valley Classic          | Килим (I)  | Беттіна Бюнге        | 3–6, 3–6          |
| Поразка   | 13.  | 14 березня 1983   | Бостон                          | Килим (I)  | Венді Тернбулл       | 4–6, 6–3, 4–6     |
| Поразка   | 14.  | 26 вересня 1983   | Hartford                        | Килим (I)  | Kim Shaefer          | 4–6, 3–6          |
| Перемога  | 5.   | 22 жовтня 1984    | Брайтон                         | Килим (I)  | Джоанн Расселл       | 6–3, 1–6, 6–2     |
| Перемога  | 6.   | 15 вересня 1986   | Афіни                           | Ґрунт      | Ангелікі Канеллопулу | 7–5, 6–1          |
| Поразка   | 15.  | 9 лютого 1987     | Silicon Valley Classic          | Килим (I)  | Зіна Гаррісон        | 5–7, 6–4, 3–6     |
| Поразка   | 16.  | 24 серпня 1987    | Мава                            | Тверде     | Мануела Малеєва      | 6–1, 4–6, 1–6     |
| Поразка   | 17.  | 29 лютого 1988    | Вічита                          | Тверде (I) | Мануела Малеєва      | 6–7(5–7), 5–7     |
| Поразка   | 18.  | 18 липня 1988     | Aix-en-Provence                 | Ґрунт      | Юдіт Візнер          | 1–6, 2–6          |

### Парний розряд: 3 (1–2)
| Перемога — Легенда                |
| --------------------------------- |
| Турніри Великого шолома (0–0)     |
| Турніри WTA Tour (0–0)            |
| Tier I (0–0)                      |
| Tier II (0–0)                     |
| Tier III (0–0)                    |
| Tier IV (0–0)                     |
| Tier V (1–0)                      |
| Virginia Slims, Avon, Other (0–2) |

| Титули за покриттям |
| ------------------- |
| Тверде (1–0)        |
| Трава (0–1)         |
| Ґрунт (0–0)         |
| Килим (0–1)         |

| Результат | Ранг | Дата              | Турнір       | Покриття  | Партнер            | Опоненти                            | Рахунок            |
| --------- | ---- | ----------------- | ------------ | --------- | ------------------ | ----------------------------------- | ------------------ |
| Поразка   | 1.   | 20 листопада 1978 | Christchurch | Трава     | Катя Еббінгаус     | Леслі Гант Шерон Волш               | 1–6, 5–7           |
| Поразка   | 2.   | 21 січня 1980     | Чикаго       | Килим (I) | Кеті Джордан       | Біллі Джин Кінг Мартіна Навратілова | 3–6, 4–6           |
| Перемога  | 1.   | 28 листопада 1988 | Adelaide     | Тверде    | Клаудія Коде-Кільш | Лорі Макніл Яна Новотна             | 7–5, 6–7(4–7), 6–4 |

## Виступи в одиночних турнірах Великого шолома
| Турнір                                 | 1977  | 1977  | 1978  | 1979  | 1980  | 1981  | 1982  | 1983  | 1984  | 1985  | 1986  | 1987  | 1988  | 1989  | 1990  | Career SR |
| -------------------------------------- | ----- | ----- | ----- | ----- | ----- | ----- | ----- | ----- | ----- | ----- | ----- | ----- | ----- | ----- | ----- | --------- |
| Відкритий чемпіонат Австралії з тенісу | A     | A     | A     | A     | 3р    | A     | A     | ЧФ    | 2р    | A     | NH    | 2р    | 2р    | 1р    | A     | 0 / 6     |
| Відкритий чемпіонат Франції з тенісу   | A     | A     | 1р    | 1р    | 3р    | F     | 2р    | 3р    | 3р    | 2р    | 1р    | 2р    | 2р    | 2р    | 2р    | 0 / 13    |
| Вімблдонський турнір                   | A     | A     | 2р    | 3р    | 2р    | 1р    | 2р    | 3р    | 1р    | 2р    | 1р    | 2р    | 3р    | 1р    | A     | 0 / 12    |
| Відкритий чемпіонат США з тенісу       | A     | A     | 1р    | ЧФ    | 3р    | ЧФ    | A     | ЧФ    | ЧФ    | 3р    | 2р    | 2р    | 3р    | 3р    | 2р    | 0 / 12    |
| SR                                     | 0 / 0 | 0 / 0 | 0 / 3 | 0 / 3 | 0 / 4 | 0 / 3 | 0 / 2 | 0 / 4 | 0 / 4 | 0 / 3 | 0 / 3 | 0 / 4 | 0 / 4 | 0 / 4 | 0 / 2 | 0 / 43    |
| Рейтинг на кінець року                 | 118   | 118   | 35    | 16    | 14    | 6     | 10    | 5     | 17    | 21    | 50    | 14    | 17    | 41    | 125   |           |